# Granlidtjärn
Granlidtjärn este o arie protejată (arie specială de conservare — SAC, sit de importanță comunitară — SCI) din Suedia întinsă pe o suprafață de 16,5 ha, integral pe uscat.

## Localizare
Centrul sitului Granlidtjärn este situat la coordonatele 64°42′08″N 19°31′21″E / 64.7022°N 19.5224°E.

## Înființare
Situl Granlidtjärn a fost declarat sit de importanță comunitară în iunie 2001 pentru a proteja un număr necunoscut de specii din flora spontană și fauna sălbatică aflate în arealul zonei. Situl a fost protejat și ca arie specială de conservare în martie 2011.

## Biodiversitate
Situată în ecoregiunea boreală, aria protejată conține 1 habitat natural: Taiga vestică.
La baza desemnării sitului se află un număr nedeclarat de specii protejate.